# Urbano Rattazzi
Urbano Rattazzi (20. června 1808 Alessandria – 5. června 1873 Frosinone) byl piemontský právník, italský politik a dvakrát italský premiér v letech 1862 a 1867.
Během jara národů 1848 byl zvolen poslancem parlamentu Sardinie, v padesátých letech 19. století zastával různé ministerské posty ve vládě Cavoura, po jehož smrti a rezignaci Bettina Ricasoliho se stal premiérem i přes své zuřivě antiklerikální a radikální názory. Když krátce poté Giuseppe Garibaldi vytáhl na Řím obsazený Francouzi, Rattazzi tuto akci podpořil, ale později změnil svůj názor a poslal vojáky, aby zastavili Garibaldiho, který byl zraněn v bitvě u Aspromonte. To vedlo k tomu, že veřejnost donutila Rattazziho k rezignaci. V roce 1867 byl Rattazzi opět jmenován premiérem, a v té době Garibaldi s jeho svolením znovu podnikl pochod na Řím, ale pak Rattazzi ještě jednou změnil názor a nařídil Garibaldiho zatknout. Ani tentokrát jeho krok veřejnost nepřijala a Rattazzi rezignoval podruhé.